# AZBox
AZBox é uma marca de decodificadores de canais de TV possuindo modelos específicos para TV via satélite e também TV a cabo. Quando ligado a antenas ou cabos de empresas como Net, Sky e Telefônica, é capaz de decodificar códigos de proteção permitindo a exibição de todos os canais da operadora, configurando-se assim num equipamento frequentemente utilizado para a prática do chamado Gatonet. No Brasil o aparelho não é homologado pela Anatel e, no ano de 2011, a Justiça Federal decidiu vetar a importação, a venda e a propaganda desses aparelhos.
Atualmente os decodificadores são modificados com softwares de outras marcas para continuarem funcionando.

## Modelos
- AZBOX Bravoo+